# Зона Бриллюэна

Первая зона Бриллюэна для простой кубической и гексагональной решёток

Зона Бриллюэна — отображение ячейки Вигнера — Зейтца в обратном пространстве. В приближении волн Блоха волновая функция для периодического потенциала решётки твёрдого тела полностью описывается её поведением в первой зоне Бриллюэна.
Первая зона Бриллюэна (часто называемая просто зоной Бриллюэна) может быть построена как объём, ограниченный плоскостями, которые отстоят на равные расстояния от рассматриваемого узла обратной решётки до соседних узлов. Альтернативное определение следующее: зона Бриллюэна — множество точек в обратном пространстве, которых можно достигнуть из данного узла, не пересекая ни одной брэгговской плоскости.
Аналогичным образом можно получить вторую, третью и последующие зоны Бриллюэна. n-я зона Бриллюэна — это множество точек, которые можно достигнуть из данного узла, пересекая {\displaystyle (n-1)}-ю брэгговскую плоскость.

## Характерные точки зоныБриллюэна

Первая зона Бриллюэна кубической гранецентрированной решётки

Определённые точки высокой симметрии в зоне Бриллюэна получили специальные обозначения. Центр зоны Бриллюэна, то есть точка с нулевым значением квазиимпульса, обозначается греческой буквой Γ. Если электронные зоны в зонной структуре кристалла пронумерованы, то к букве добавляют индекс, который соответствует номеру зоны: Γ1, Γ2 и т.д.
Точки на краю зоны Бриллюэна обозначаются латинскими буквами (X, L и т. д.), А прямые, которые ведут к ним, греческими буквами (Δ, Λ и т. д.). Конкретные обозначения зависят от строения зоны Бриллюэна для данной кристаллической решётки.

## Примеры
На рисунке выше показана первая зона Бриллюэна для кубической гранецентрированной решётки с характерными обозначениями точек в ней. Красным цветом выделен участок, повторением которого с учётом симметрии, можно заполнить всю зону. Характерные точки
- Γ — в центре зоны Бриллюэна.
- X — в середине малого квадрата. Линия, которая ведет от Γ к X обозначается буквой Δ.
- L — в середине большого шестиугольника. Линия, которая ведет от Γ к L обозначается Λ.
- K — на середине стороны шестиугольника. Линия, которая ведет от Γ к K обозначается Σ.

Для кубической объёмноцентрированной решётки первая зона Бриллюэна представляет собой усечённый октаэдр (см.ниже).

## Интересные особенности
Несмотря на кажущуюся "математичность" и оторванность от реальной жизни данного понятия, зона Бриллюэна играет важнейшую роль в физике твёрдого тела:
- В дифракции излучения: на кристаллической решётке дифрагируют только те лучи, волновой вектор которых оканчивается на границе зоны Бриллюэна.
- Вследствие существования периодичности кристаллической решётки и конкретно зоны Бриллюэна в кристалле возникают запрещённые и разрешённые энергетические состояния (см. зонная теория). Возникновение запрещённых зон связано с тем, что для электронных волн определённых длин на границе зоны Бриллюэна возникает условие брэгговского отражения, и электронная волна отражается от границы зоны. Физически это равносильно тому, что возникает стоячая волна, и, следовательно, групповая скорость данной электронной волны равна нулю. Таким образом возникает интервал запрещённых частот (энергий).